# Phénomène densité-dépendant
Contrairement à la sélection fréquence-dépendante, la sélection densité-dépendante met en relation le gain de fitness avec la densité d'individus d'une espèce donnée dans une population. Tantôt positive, tantôt négative, cette  sélection est en étroite relation avec la dynamique des populations car c'est cette dynamique qui va faire varier la densité d'individus au cours du temps.

## Rappel sur la dynamique d'une population
Les populations d’organismes changent au fil du temps. À l’échelle mondiale ce changement est dû à deux facteurs : le rythme auquel les individus procréent (taux de natalité n) et le rythme auquel les organismes meurent (taux de mortalité m). Le taux de croissance d'une population est égale au taux de natalité, moins le taux de mortalité. Le taux de croissance est appelé aussi « Croissance naturelle » chez les populations humaines. Si dans une population les organismes naissent plus vite qu’ils meurent c’est une valeur positive et la taille de la population augmente. Si dans une population les organismes meurent plus vite qu’ils ne naissent c’est une valeur négative et la taille de la population diminue. Si c’est égal à zéro, les naissances et les décès sont égaux et la taille de la population est stable malgré une reproduction et une mortalité continue.
En plus des taux de natalité et de mortalité, la dispersion ou circulation d’une région à une autre ou d’un pays à un autre est prise en considération quand on étudie le changement d’une population à une échelle locale. Il existe deux types de dispersion : L’immigration, grâce à laquelle des individus entrent dans une population et augmentent sa taille et l’émigration, grâce à laquelle des individus quittent une population et font diminuer sa taille. Le taux de croissance d’une population locale doit prendre en compte le taux de natalité, le taux de mortalité, l’immigration et l’émigration.
Certains mécanismes naturels influent sur la taille d une population. Ces mécanismes sont divisés en deux grandes catégories distinctes : les facteurs dépendants de la densité et les facteurs indépendants de la densité. Ces deux groupes varient en importance d'une espèce à l'autre et dans la plupart des cas, ils interagissent probablement simultanément pour déterminer la taille d'une population. 

## Facteurs dépendants de la densité
Certains facteurs environnementaux, comme la prédation ont une plus grande influence sur la population quand sa densité est plus importante. Si un changement dans la densité de population altère la manière dont un facteur environnemental affecte la population, alors le facteur environnemental est appelé : facteur dépendant de la densité. Quand la densité de la population augmente, les facteurs dépendants de la densité ont tendance à ralentir la croissance en provoquant une augmentation du taux de mortalité ou une baisse du taux de natalité. L’effet de ces facteurs dépendants de la densité sur la croissance démographique augmente en même temps que la densité de la population (ce qui veut dire que les facteurs dépendants affectent une proportion plus importante de la population et non pas un plus grand nombre). Les facteurs dépendants de la densité contribuent également à la croissance démographique quand la densité d'une population baisse en diminuant le taux de mortalité ou en augmentant le taux de natalité. Ainsi les facteurs dépendants de la densité ont tendance à maintenir une population à une taille relativement constante. 
La prédation, les maladies, et la compétition intraspécifique sont des exemples de facteurs dépendants de la densité. Quand la densité d'une population augmente les prédateurs sont plus susceptibles de trouver un individu parmi une espèce donnée de proies. Lorsque la densité d'une population est élevée les membres d'une population se rencontrent plus fréquemment et la probabilité de transmission d'une maladie ou de parasites augmente. Alors que la densité de la population augmente, la compétition pour les ressources comme l'espace vital, la nourriture, un abri, l’eau, les minéraux et la lumière du soleil augmentent également. Les effets opposés se produisent quand la densité d'une population diminue. Les prédateurs sont moins susceptibles de rencontrer une proie, les parasites ont moins de chance d'être transmis d’un hôte à l'autre, et la concurrence entre les membres d'une population pour des ressources comme l'espace et la nourriture baisse. C'est une pression de sélection sur les individus.

## Effet Allee
L'effet Allee est un phénomène de densité-dépendance positive en écologie des populations, caractérisé par une corrélation positive entre la densité d'une population et son taux de croissance. Il se manifeste chez certaines espèces et seulement pour de faibles effectifs. La présence d'un effet Allee dans une population a été décrite comme l'existence d'une densité-dépendance inverse pour des faibles effectifs. C'est-à-dire l'existence d'une corrélation positive entre la densité d'une population et son taux de croissance lorsque la population comporte relativement peu d'individus. Cela résulte en une diminution du taux de croissance de la population quand sa taille diminue, et inversement une augmentation de ce taux quand sa taille augmente. Ce principe s'oppose à l'idée qu'il existe toujours une corrélation négative entre la densité d'une population et son taux de croissance, liée essentiellement aux phénomènes de compétition. De très nombreux mécanismes peuvent donner naissance à un effet Allee dans une population à faible densité, comme la consanguinité, la stochasticité démographique et les phénomènes de facilitation. On distingue deux formes de l'effet Allee : l'effet Allee élémentaire (Component Allee effect) et l'effet Allee démographique.
Un effet Allee élémentaire est observé quand un composant de la fitness individuelle, par exemple le taux de survie ou de reproduction, est positivement corrélé à la taille de la population. Ainsi, dans une même population il peut y avoir de nombreux effets Allee élémentaires.
Un effet Allee démographique, en revanche, ne se manifeste que si les effets Allee élémentaires ne sont pas contrebalancés par des phénomènes de densité-dépendance négative, comme la compétition. Dans ce cas, l'effet Allee s'observe à l'échelle de la population et va influencer la dynamique de cette dernière, pour des faibles densités. À noter que pour constater un effet Allee démographique, il suffit d'observer l'évolution de la population à des faibles densités, alors que pour un effet Allee élémentaire, il faut parvenir à mesurer la variation de composants particuliers de la fitness à des faibles densités de population, ce qui est plus difficile à réaliser. Par conséquent, bien que théoriquement admis depuis longtemps, l'effet Allee élémentaire a été peu observé dans des populations naturelles, contrairement à l'effet Allee démographique dont on a trouvé des manifestations dans la majorité des grands taxons animaux. Par la suite on désignera donc par effet Allee l'effet Allee démographique. On sépare deux intensités d'effet Allee : fort ou faible.
L'effet Allee est considéré comme fort lorsqu'il existe une densité de population, dite critique, en dessous de laquelle le taux de croissance par individu est négatif.
L'effet Allee est dit faible si le taux de croissance par individu est toujours positif, mais plus faible pour des faibles densités que pour des densités plus élevées. Quoique difficile à observer dans des populations naturelles, l'effet Allee est un principe théoriquement simple qui peut aisément être observé dans des modèles simples de dynamique de population.
Le modèle de Verhulst est un modèle simple de dynamique de population qui considère la diminution du taux de croissance de la population avec l'augmentation de sa taille (densité-dépendance négative liée à la compétition) et une capacité de charge du milieu, définie comme le nombre d'individus maximal de cette population que peut supporter le milieu, en posant l'équation suivante :
dN/dt=rN(1-N/K)
Avec r étant le taux d'accroissement de la population, N le nombre d'individus et K la capacité de charge du milieu. dN/dt représente donc la variation de l'effectif d'une population au cours du temps.
Ce modèle peut également intégrer l'effet Allee dans l'équation : 
dN/dt=rN[(1-N)/K)]x[(N-A)/K]
Où A représente la densité critique au deçà de laquelle la croissance de la population devient négative.

## L'exemple des forêts tropicales
Une étude menée par Kyle E. Harms, S. Joseph Wright, Osvaldo Calderon, Andrés Hernàndez & Edward Allen Herre (Pervasive density-dependent recruitment enhances seedling diversity in a tropical forest) s'est intéressée à l'effet de la densité sur la diversité des espèces d'arbres dans les forêts tropicales du Panama, supposant que la sélection des graines pouvant germer était soumise à une sélection densité-dépendante négative. L'effet supposé de la densité était qu'une graine d'une espèce X ne pouvait pas germer si le nombre d'individus de l'espèce X aux alentours était trop important.
En premier lieu, les chercheurs ont étudié cet effet sur des populations de plantes mono-spécifiques. Ils ont effectivement remarqué que les graines ne germaient pas si la population de la même espèce aux alentours était trop importante. Ils se sont ensuite proposés de comparer la diversité observée des plantes mises en culture avec de nombreuses autres espèces avec trois critères :
1. Comparaison avec la diversité de graines émises (avant germination)
2. Comparaison avec la diversité attendue en prenant en compte le nombre de graines émises par chaque espèce et la survie de chaque type de graine
3. Comparaison avec la diversité attendue en prenant en compte les effets supposés de la densité de chaque espèce sur ses propres graines

À la suite de cette expérience, les résultats ont pu confirmer l'hypothèse de sélection densité-dépendante négative. En effet, la diversité observée sur les graines qui ont germé est supérieure à la diversité observée lors de l'émission des graines (diversité biaisée en faveur de l'espèce la plus abondante), et elle est également très légèrement supérieure à la diversité attendue si l'on prend seulement en compte le nombre et le taux de survie des graines. En revanche, la différence observée entre la diversité des graines observée et celle attendue avec la prise en compte de l'effet supposé de la densité ne sont pas significativement différentes. Ainsi, les chercheurs ont conclu que le mécanisme à l'origine de cette diversité est bien la sélection densité-dépendante négative.